# Love My Way (singolo)
Love My Way è una canzone del gruppo rock inglese The Psychedelic Furs. Fu pubblicata nel luglio 1982[3] come primo singolo dal loro terzo album in studio Forever Now. Scritta dai quattro membri del gruppo e prodotta da Todd Rundgren, che suonava anche la marimba nel brano,[4] e vedeva i cori di Flo & Eddie (Mark Volman e Howard Kaylan dei The Turtles).[5] La canzone raggiunse la top 10 delle classifiche in Nuova Zelanda, la top 30 in Australia e la top 50 nel Regno Unito e negli Stati Uniti.

## Testo
Il frontman del gruppo Richard Butler aveva in mente un pubblico specifico quando scrisse il testo di questa canzone. Lo spiegò in un'intervista con Creem nel 1983: "È fondamentalmente rivolta a persone che sono fottute riguardo alla loro sessualità, e dice 'Non preoccuparti'. Originariamente era stata scritta per persone gay."[6]

## Pubblicazione e accoglienza
Pubblicata nel luglio 1982, "Love My Way" raggiunse la nona posizione in Nuova Zelanda, dove rimase in classifica per 21 settimane.[7] La canzone raggiunse la posizione numero 42 nel Regno Unito[8][9] e la numero 44 nella Billboard Hot 100 statunitense.[10] Raggiunse anche la posizione numero 30 nella classifica Mainstream Rock statunitense e la numero 40 nella classifica Dance Music/Club Play Singles.[10]
Il regista britannico Tim Pope diresse il video musicale ufficiale di "Love My Way" nel 1982, e il brano fu trasmesso regolarmente su MTV.[11]
Il singolo fu pubblicato nel Regno Unito con il lato B non presente nell'album, "Aeroplane".[12] Negli Stati Uniti, il lato B fu cambiato con un brano diverso non presente nell'album, "I Don't Want to Be Your Shadow".[13] Entrambe le canzoni sono incluse nell'album Ristampa del 2002 di Forever Now.[14]

## Utilizzo nei media
Il brano è presente nel film del 1983 La Ragazza di San Diego e appare nelle colonne sonore dei film Prima o poi me lo sposo, Starter for 10 e Chiamami col tuo nome di Luca Guadagnino (candidato ai Premi Oscar) dove il brano ha goduto di una nuova impennata di popolarità sui social e nei streaming su Spotify.[15] È stato anche presente nel videogioco Grand Theft Auto: Vice City (2002).

## Tracce
7" 1984
1. Love My Way – 3:30 (The Psychedelic Furs)
2. Aeroplane – 3:22

Durata totale: 6:52
12" 1984
1. Love My Way – 3:33 (The Psychedelic Furs)
2. Goodbye (dance mix) – 5:45
3. Aeroplane (dance mix) – 5:22

## Formazione
- Richard Butler – voce solista e cori
- John Ashton – chitarra
- Tim Butler – basso
- Vince Ely – batteria
- Todd Rundgren – tastiere, marimba
- Flo & Eddie (Mark Volman e Howard Kaylan) – cori